# Pascal Seguela
 (avril 2010).
Si vous disposez d'ouvrages ou d'articles de référence ou si vous connaissez des sites web de qualité traitant du thème abordé ici, merci de compléter l'article en donnant les références utiles à sa vérifiabilité et en les liant à la section « Notes et références ».
 (juin 2010).
Pascal Séguéla (né le 7 janvier 1959 à Paris) est un pilote de vitesse moto français.

## Palmarès
Pascal Séguéla fait ses débuts dans les courses moto en 1976 sur une Royal Moto en 125cm³. Il est alors parrainé par Jack Findlay et participe pour la première fois à la coupe Kawasaki en 1977. Le 19 mars 1978, lors la 3e manche de la coupe Promosport à Karland, il remporte la coupe Kawasaki en course annexe. Le 8 octobre 1978 il remporte lors de la Coupe Promosport la 7e manche à Albi au Circuit du Séquestre, parcourant 3,636 km sur une 250 cm3. Il est vice-champion de France 500 cm3 Promosport et 4e de la coupe Kawasaki 1978 avant devenir pilote privé international à l'âge de 20 ans.
En 1979, il participe pour la première fois au Grand Prix de France 250 cm3 au Castellet sur une Yamaha TZ, et il concourt également en Angleterre en 350 cm3 et 250 cm3 où il remporte la victoire à Lydden. Il participe en 1978, 1979, 1980 au Bol d'Or et aux 24 Heures du Mans sur Kawasaki, Yamaha, et Laverda sous le parrainage de concessionnaires. En 1980 et 1981, il participe en 750 cm3 au Championnat du Monde, moto journal 200, trophée du million et au Championnat d'Angleterre sur une Yamaha OW31 privée. Il chute à Brands Hatch en 750 cm3.
Quelques années plus tard, il reprend la compétition en Promosport 500 cm3 en milieu de saison sur une Suzuki 500RG et finit 4e pour sa première course à Carole. Il remporte ensuite la victoire au Castellet et finit la saison dans les 5 du championnat. 
En 1989, la même année, il court en Promosport 250 cm3 sur Suzuki, en championnat de France 500 cm3 et en Grand prix en 500 cm3. Le 18 juin 1989, lors de l'Open de France (1989/4), il réussit l'Open 500 cm3 (Honda),  il est couronné 1er national au Circuit de Lédenon, sur 3,146 km. Il termine également 2e le 16 juillet 1989 à l'Open de France (1989/5) durant la manche française des Championnats du Monde de superbikes (variante sur 5,810 km) au circuit Paul Ricard (Le Castellet).
Il termine 3e (1er[Quoi ?] national) au circuit Carole, sur 2,055 km, le 1er octobre 1989 durant l'Open de France (1989/6). Au Grand Prix de France 500 cm3 de 1989, il se place en 22e position sur une Honda 500 V3 privée de 1983. En 1990, 1991 et 1992, il participe aux Championnats d'Europe et aux championnats de France sur une 250 cm3 Aprilia V2 et Yamaha 250 cm3